# لوچیا دی لامرمور

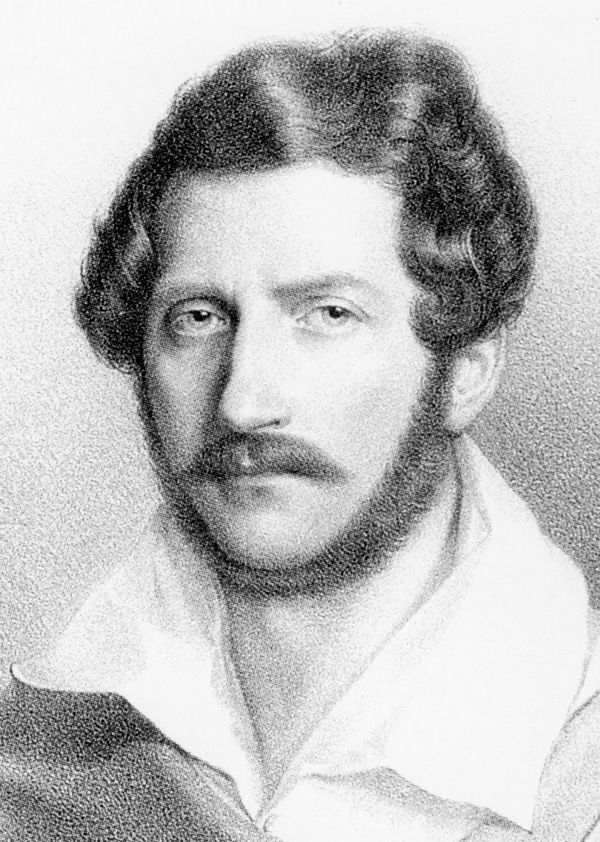
گائتانو دونیزتی

لوچیا دی لامرمور یا لوچا دی لامرمور (به ایتالیایی: Lucia di Lammermoor) نام اپرایی از گائتانو دونیزتی، آهنگساز ایتالیایی است. او این اپرا را در سال ۱۸۳۴ نوشت. نخستین اجرای آن در سال ۱۸۳۵ در ناپل بود. اپرانامهٔ ایتالیاییِ آن را سالواتوره چامارانو نوشت.
دونیزتی بعداً نسخه‌ای فرانسوی نیز از این اپرا نوشت.
آریای «صدای شیرین»، معروف به «صحنهٔ دیوانگی»، مشهورترین بخش این اپرا است که در آن لوچیا (با صدای سوپرانو)، پس از کشتن داماد در شب عروسی خود، دربارهٔ ازدواج با محبوبش «ادگاردو» خیال‌پردازی می‌کند.
جوان ساترلند مشهورترین اجراکنندهٔ نقش «لوچیا» است.